# Raudsed käed

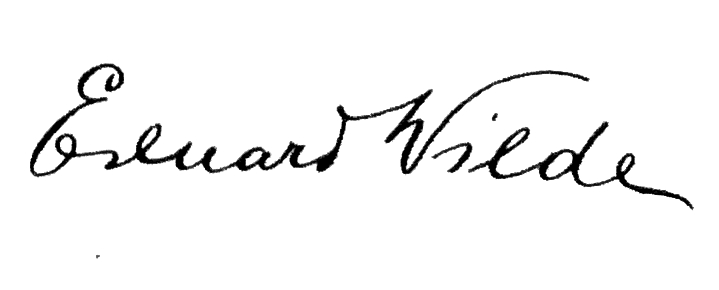

Raudsed käed (Eiserne Hände) ist der Titel eines Romans des estnischen Schriftstellers Eduard Vilde (1865–1933). Er erschien 1898 im estnischsprachigen Original.

## Erscheinen
Eduard Vilde trat im Mai 1897 in Narva den Redakteursposten bei der Wochenzeitung „Virmaline“ (‚Nordlicht‘) an, die seit 1888 dort erschien und von Jaan und Jüri Reinvald, Brüder des Dichters Ado Reinvald, der gleichfalls zeitweilig für die Zeitung gearbeitet hatte, gegründet worden war. Unter Vildes Federführung wandelte sich die Zeitung von einem zurückgebliebenen Provinzblatt in eine moderne, demokratisch orientierte Zeitung. Allerdings musste sie 1898 ihr Erscheinen einstellen, was in direktem Zusammenhang mit Vildes Roman Raudsed käed stand.
Die ersten Kapitel des Romans erschienen 1898 in den Nummern 1–8 von „Virmaline“, danach wurde das Erscheinen jedoch unterbunden. Zwar beanstandete die Zensur nichts an dem Roman, da Vilde ausgesprochen vorsichtig war, aber die Polizei begann sich, vermutlich auf Betreiben der Fabrikbesitzer, für den Autor zu interessieren. Er wurde beobachtet und verfolgt, und die Lage spitzte sich dermaßen zu, dass sogar die Scheiben der Druckerei, in der die Zeitung gedruckt wurde, eingeworfen wurden. Wenig später wurde das Blatt von dem Industriellen Étienne Girard de Soucanton (1843–1910), einem Sohn des estländischen Unternehmers und Politikers Arthur Girard de Soucanton, aufgekauft, der damit eine unliebsame und sozialkritische Stimme erfolgreich zum Schweigen brachte.
Der Roman erschien dann komplett als Fortsetzungsgeschichte in der Beilage des Postimees, und zwar in den Nummern 31–51 des Jahres 1898. Als Buch wurde er erstmals 1910 im Verlag G. Pihlakas in Tallinn gedruckt. Neuauflagen folgten in den Jahren 1928, 1941, 1951, 1954 und 1960.

## Handlung
Im Jahre 1889 begibt sich Villem Luik mit seiner kleinen zweijährigen Tochter vom Lande in die Stadt, um Arbeit in einer Fabrik zu suchen. Auf dem Lande war es ihm nicht gelungen, wirtschaftlich zu überleben, zudem hat er seine Frau begraben müssen. Im Zug nach Narva trifft er ein Geschwisterpaar, Ann und Hindrek Sepp, mit denen er sich anfreundet. In der Stadt angekommen will Villem die Witwe seines Bruders in einer Arbeitersiedlung aufsuchen, muss jedoch erfahren, dass sie kürzlich an einer Lungenentzündung gestorben ist. Villem nimmt sich daraufhin der Kinder, der elfjährigen Juuli und des anderthalbjährigen Volli, an.
Nach der Beerdigung der Mutter findet Villem Arbeit in einer der großen Fabriken und wohnt zunächst in den sehr beengten Arbeiterbaracke in einem Zimmer gemeinsam mit den drei Kindern und Hindrek Sepp als Untermieter. Später zieht auch Ann in ein anderes Zimmer der Mietkaserne und hilft häufig bei Villem und den Kindern aus. Juuli, die sehr selbstständig und fast frühreif die kleinen Kinder erzieht, wirft ein Auge auf Hindrek, während sich Ann allmählich in Villem verliebt, ohne dass sie es ihn merken lässt. Dieser verliebt sich dagegen zunehmend in Juuli und will sie sich zur Frau heranziehen. Hindrek gerät unter schlechten Einfluss und kommt bisweilen angetrunken nach Hause, was Juuli missfällt.
Ungefähr sechs Jahre später beschließt Villem, Juuli einen Heiratsantrag zu machen. Gleichzeitig erwartet aber Ann einen Antrag von Villem. Sie ist überdies in Sorge um ihren Bruder, der mittlerweile in einer anderen Fabrik arbeitet und sich vollkommen dem Alkohol hingegeben hat. Nur die Ehe mit einer zupackenden Frau kann Anns Meinung nach ihren Bruder retten, weswegen sie eine Ehe zwischen ihm und Juuli stiften will. Juuli ist dem nicht abgeneigt und erbittet sich von Villem Bedenkzeit in der Hoffnung, dass zwischenzeitlich auch Hindrek ihr einen Antrag stellen wird, den sie dann gerne annähme. Hindrek ist aber unauffindbar, treibt sich in Wirtshäusern herum, verlobt sich im alkoholisierten Zustand mit einer Kneipenwirtin und setzt sich schließlich nach Sankt Petersburg ab.
Enttäuscht von Hindreks Verschwinden willigt Juuli schließlich in die Ehe mit Villem ein. Ihr Verhältnis bleibt aber vergleichsweise distanziert, zumal Villem nach wie vor argwöhnt, dass Juuli noch Hindrek im Herzen hat. Dieser hat sich inzwischen auch aus Petersburg gemeldet, wo er dem Alkohol abgeschworen und eine anständige Arbeit gefunden hat. Villem kann jedoch keinerlei Anhaltspunkte für eine vermeintliche Untreue von Juuli finden. Er rackert sich weiter in der Fabrik ab und erleidet einen Herzinfarkt, von dem er zwar keine bleibenden Schäden übrigbehält, aber der Arzt rät ihm davon ab, wieder in der Fabrik zu arbeiten. Da springt Hindrek als Retter ein und verschafft Villem eine Stelle in Sankt Petersburg, die seinem Gesundheitszustand gerecht wird. Da auch Ann schon länger dort wohnt, sind alle wieder vereinigt und wohnen in zwei nahe beieinanderliegenden Einzimmerwohnungen in der vierten Etage eines Wohnhauses.
Juuli und Hindrek fühlen sich nach wie vor zueinander hingezogen, lassen sich jedoch nichts anmerken. Villem ahnt es aber. Da er seine Tätigkeit als Wachmann zu langweilig findet, stürzt er sich wieder in die Fabrikarbeit, was fatale Folgen hat. Nach einem weiteren Herzanfall ist er dauerhaft halbseitig gelähmt und kann nicht mehr sprechen. Von nun an besteht seine Welt aus einem Stuhl am Fenster, in den er morgens gesetzt wird. Ein halbes Jahr später finden dann drei einschneidende Ereignisse statt. Ann muss zur Pflege ihrer Eltern auf dem Land Sankt Petersburg verlassen, Hindrek bekommt Typhus und Juuli bekommt ein Kind. Das führt zwangsläufig zur völligen Verarmung der Familie, da niemand arbeiten gehen kann. Die Folge sind Verpfändung der letzten Möbel, Diebstahl, Betteln und letztlich Prostitution.
Hindrek wird aber wider Erwarten gesund und taucht plötzlich zuhause auf, als Juuli nach ihrer ersten Nacht als Prostituierte auf dem Fußboden schläft und sich nicht um die hungernden Kinder kümmern kann. Hindrek durchschaut alles, bringt die Kinder zunächst in seine Wohnung und öffnet das Fenster zum Lüften. In einer letzten Anstrengung wuchtet sich Villem auf die Fensterbank und stürzt sich in den Tod.

## Bedeutung
Der Roman kann als Gegenstück zu Vildes zwei Jahre früher erschienenem Roman Külmale maale ('Nach kaltem Lande') bezeichnet werden, mit dem sich der kritische Realismus in der estnischen Literatur durchsetzte. Während dort die verarmte Landbevölkerung im Zentrum steht, sind es hier die Fabrikarbeiter in den Städten, die unter „einem langen anstrengenden Arbeitstag, niedrigem Lohn und extrem beengten Wohnverhältnissen“ litten. Vilde hatte vorher recherchiert und sich ein realistisches Bild von den Zuständen verfasst, die in den Narvaer Fabriken herrschten. Deutliche Vorlage ist die Krähnholm Manufaktur, auch wenn sie nicht namentlich im Roman erwähnt wird.
Mit den „Eisernen Händen“, die dem Roman den Titel verliehen, sind einerseits die Maschinen in der Fabrik gemeint, die der Protagonist bestaunt, andererseits aber natürlich auch die unerbittlichen Verhältnisse, die die Arbeiter gefangen halten. Schon am Ende seines ersten Arbeitstages ist Villem, der die Arbeit an der frischen Luft auf dem Lande gewöhnt war, völlig erschöpft und ausgelaugt. Gleichzeitig lässt der Autor ihn auch die Gewichtung der Verhältnisse erkennen: „Villem sah bald ein, dass die Maschine nicht nur die Sklavin des Arbeiters war, sondern der Arbeiter ebenso Sklave der Maschine. Die Maschine diente der Fabrik, der Arbeiter aber der Maschine und der Fabrik gleichermaßen.“
Die Sozialkritik von Vilde ist hier verpackt in ein seltsames Liebesviereck zwischen Ann, Juuli, Hindrek und Villem. Die Kritik fand diese komplizierte Liebesgeschichte bisweilen nicht ganz überzeugend, andererseits diente sie Vilde auch zur Behandlung allgemeiner moralischer oder ethischer Probleme. Beispielsweise macht sich Juuli nach Villems Lähmung die folgenden Gedanken: „Das Wort «tot» hatte Ann und Juuli so sehr erschreckt. Aber es gibt Unglücke, die noch viel entsetzlicher sind als der Tod. Das begann Luiks junge Frau zu erahnen, als sie die nächsten Male aus dem Krankenhaus zurückkehrte. Du lieber Himmel, wenn der arme Mann in diesem Zustand verharrt, aber am Leben bleibt und so weiterleben muss! Dieser Gedanke umklammerte ihr Herz wie mit einer eisernen Zange.“
Dadurch erhält der Roman eine zusätzliche Dimension, so dass er nicht ausschließlich als historisches Zeitdokument zu lesen ist.

## Rezeption
Die Aufnahme der ersten Lieferungen war sehr positiv, so dass sogar die Auflage der Zeitung stieg. Durch die danach eintretenden Schwierigkeiten und den Wechsel des Erscheinungsorts wurde dies zwar unterbrochen, aber als „erster estnischer Arbeiterroman“ hat der Roman heute einen festen Platz in der estnischen Literaturgeschichte.

## Adaptationen und Übersetzungen in andere Sprachen
- 1947 wurde eine Bühnenfassung von Andres Särev am Theater von Rakvere inszeniert.
- 1959 wurde eine Hörspielfassung vom Estnischen Rundfunk gesendet.
- 1960 wurde der Roman von Kulno Süvalep, ebenfalls am Theater von Rakvere, inszeniert.

Eine Übersetzung ins Deutsche liegt bislang nicht vor, der Roman ist lediglich in russischer Übersetzung erschienen:
- В суровый край. Железные руки. Перевод с эстонского: О. Наэль, Т. Маркович; послесловие: Ю. Кяосаар; иллюстрации: Э. Окас, А. Хойдре. Таллин: Эстгосиздат 1954. 366 S.